# 莫尔多瓦人
莫尔多瓦人（羅馬化：Mordva）是俄罗斯的民族之一。他们说乌拉尔语系莫尔多瓦诸语言，主要居住在俄罗斯莫尔多瓦共和国境内，以及俄罗斯伏尔加河中游地区。
莫尔多瓦人是俄罗斯的原住民族之一。他们自己又分成独立的民族：讲埃尔齐亚语的埃尔齐亚人和讲莫克沙语的莫克沙人。在莫尔多瓦人的各自语言中并没有“莫尔多瓦人”这个共同的称呼，他们自己不用这个称呼，只有外族人才使用这个称呼。他们各自分别自我标识为埃尔齐亚人和莫克沙人。
莫尔多瓦人是芬兰-乌戈尔诸民族中人数第四多的民族，位居匈牙利人、芬兰人及爱沙尼亚人之后。在1980年代时他们的数量还超过一百万。在2002年的人口普查中，俄罗斯境内大约有84万人。在前苏联的其他地区也有一些莫尔多瓦人，例如2001年在乌克兰有9331名莫尔多瓦人。俄罗斯境内大约有三分之一的莫尔多瓦人居住在莫尔多瓦共和国境内。